# Danny Vukovic
Danny Vukovic (Servisch: Даниел Вуковић) (Melbourne, 27 maart 1985) is een Australisch doelman die uitkomt voor Central Coast Mariners.

## Clubcarrière

### Central Coast Mariners
Vukovic maakte zijn debuut in de A-League, de hoogste competitie in Australië en Nieuw-Zeeland, bij Central Coast Mariners in september 2005. In zijn eerste 3 seizoenen bij de club was hij invallersdoelman, in zijn vierde seizoen wist hij wel een vaste basisplaats te veroveren. Op 24 februari 2008 stond hij in doel in de finale van de FFA Cup tegen Perth Glory, hij kreeg in deze wedstrijd een rode kaart omdat hij in de blessuretijd scheidsrechter Mark Shield sloeg, nadat deze een strafschop gaf aan Perth Glory. Vukovic zou voor deze actie uiteindelijk een schorsing krijgen van maar liefst 15 maanden. Na afloop van het seizoen 2009-2010 kreeg Vukovic een aanbieding van de Turkse eersteklasser Konyaspor, waar hij een contract voor drie jaar ondertekende. Hij speelde de voorbereidingswedstrijden, maar nog voor het begin van de competitie werd de samenwerking al beëindigd: de trainer van de club wilde geen doelman gebruiken bij het maximumaantal toegestane buitenlanders. Het contract dat hij had getekend was ook nooit opgestuurd naar de voetbalbond.

### Wellington Phoenix en Perth Glory
Twee maanden later keerde hij al terug naar de A-League waar hij een contract ondertekende bij Wellington Phoenix FC uit Nieuw-Zeeland. Van 2011 tot 2015 stond hij onder contract bij Perth Glory, in 2014 werd Vukovic ook kort uitgeleend aan het Japanse Vegalta Sendai. Hij kwam hier terecht doordat zijn voormalige bondscoach Graham Arnold hier trainer werd en hem er graag bij wilde hebben. Arnold werd echter al snel aan de deur gezet en de nieuwe coach van het team had weinig belangstelling voor Vukovic, voor hem kwam het uiteindelijk niet verder dan twee basisplaatsen in de beker en een aantal keer op de bank plaatsnemen in de competitie.

### Sydney FC
Na een passage van 1 seizoen bij Melbourne Victory FC tekende Vukovic in juli 2016 een contract bij Sydney FC. Met deze club won hij dat seizoen de competitie en werd bovendien persoonlijk ook uitgeroepen tot A-League keeper van het seizoen.

### RC Genk
In juni 2017 tekende Vukovic een contract voor twee seizoenen met een optie op nog eens twee bijkomende seizoenen bij de Belgische club KRC Genk. Hij maakte transfervrij de overstap. Hij koos voor Genk door landgenoot Mathew Ryan die hem de club aanraadde nadat hij zelf het voorbije seizoen bij Genk speelde. Bij Genk was de Australisch international in zijn eerste seizoen eerste doelman waarin hij meteen de finale van de Belgische Beker mocht spelen tegen Standard Luik, deze finale werd verloren met 0-1 na verlengingen door een goal van Renaud Emond. In mei 2018 werd hij door de supporters ook uitgeroepen tot KRC Genk speler van het seizoen 2017-2018. In februari 2019 werd de optie in zijn contract gelicht waardoor Vukovic nu tot juni 2021 onder contract staat bij de club. In dat seizoen werd Vukovic met Genk landskampioen na een spannende ontknoping van de Jupiler Pro League. Genk speelde gelijk op het veld van RSC Anderlecht maar omdat Club Brugge verloor werd Genk kampioen in Eerste klasse A. In juli 2019 won Vukovic met KRC Genk de Belgische Supercup na een 3-0 overwinning tegen KV Mechelen. Vukovic geraakte aan het einde van die maand geblesseerd, hij had een gescheurde achillespees waardoor hij het hele seizoen moest revalideren. Hierdoor speelde hij niet in de UEFA Champions League, maar was het Gaëtan Coucke die hem verving. Op 8 augustus 2020, meer dan een jaar nadat hij zijn blessure opliep, stond Vukovic terug tussen de palen in de eerste wedstrijd van het seizoen 2020/21 tegen Zulte Waregem. Genk won deze wedstrijd met 1-2, mede dankzij Vukovic die zijn team met enkele reddingen op voorsprong hield. Vanaf het seizoen 2020/21 kreeg hij ook de aanvoerdersband toegewezen van trainer Hannes Wolf. Enkele maanden later, in februari 2021, verloor Vukovic zijn plek onder de lat aan zijn 18-jarige concurrent Maarten Vandevoordt.
Op 20 maart 2021 maakte Genk en Vukovic bekend dat hij de club met onmiddellijke ingang zal verlaten om terug te keren naar zijn zwangere vrouw in zijn thuisland Australië. Het contract van Vukovic, dat normaal enkele maanden later in juni zou aflopen, werd hiermee in onderling overleg verbroken.

### N.E.C.
Op 17 juni tekende Vukovic een tweejarig contract bij N.E.C. Dat hem transfervrij vastlegde met een optie voor nog een seizoen. Hij was tweede doelman achter Mattijs Branderhorst en maakte op 27 oktober zijn debuut voor de club in de bekerwedstrijd tegen VV Capelle, waarin hij de nul hield. Hij speelde alle vier de wedstrijden die N.E.C. dat seizoen uitkwam in de KNVB-Beker. Op 5 augustus 2022 vertrok hij door de naderende komst van Oranje-international Jasper Cillessen.

### Central Coast Mariners
Vukovic keerde terug bij Central Coast Mariners, waar hij ook zijn carrière begon, om zich zo weer in de kijker te spelen voor het naderende WK met Australië. Hij tekende tot de zomer van 2023 bij Central Coast Mariners.

## Statistieken

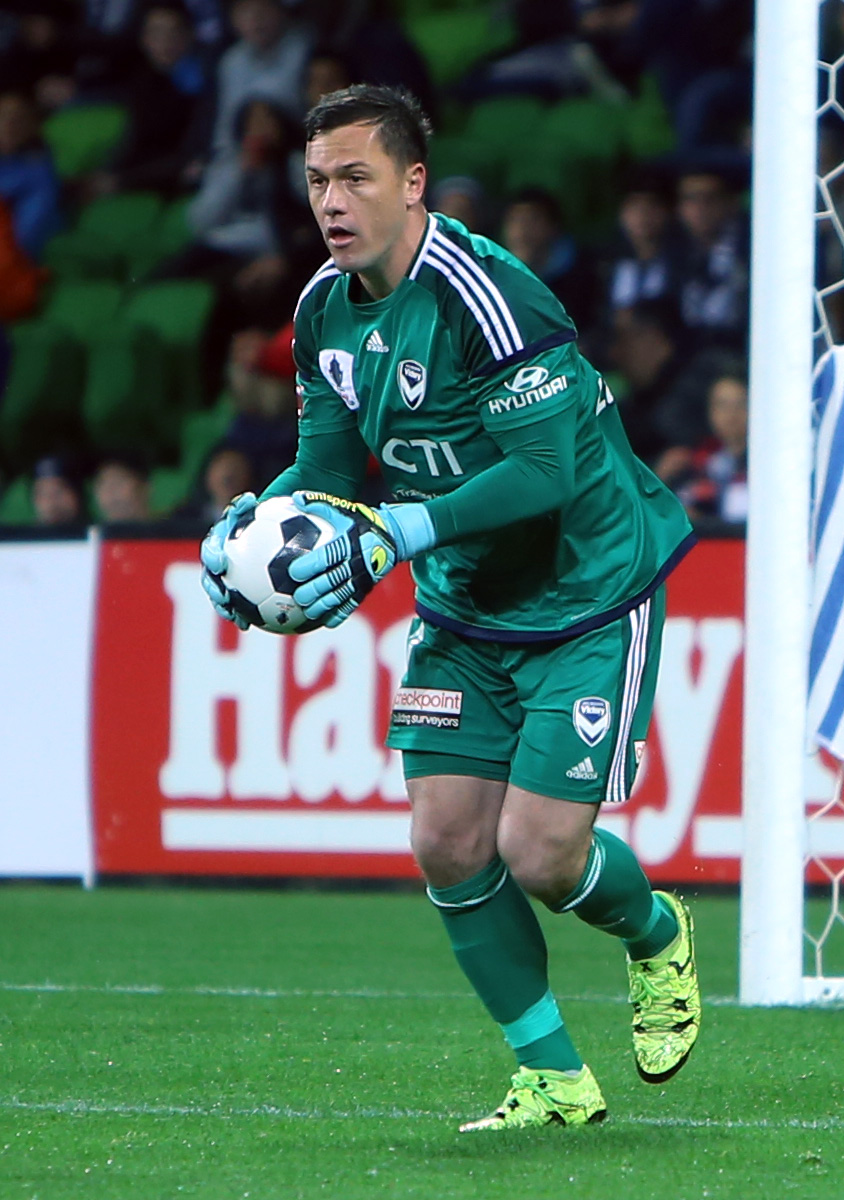
Danny Vukovic in 2015

## Statistieken[7]
| Seizoen         | Club                   | Competitie      | Competitie | Competitie | Beker | Beker | Europees | Europees | Overig | Overig | Totaal | Totaal |
| Seizoen         | Club                   | Competitie      | Wed.       | Dlp.       | Wed.  | Dlp.  | Wed.     | Dlp.     | Wed.   | Dlp.   | Wed.   | Dlp.   |
| --------------- | ---------------------- | --------------- | ---------- | ---------- | ----- | ----- | -------- | -------- | ------ | ------ | ------ | ------ |
| 2005/06         | Central Coast Mariners | A-League        | 7          | 0          | 0     | 0     | 0        | 0        | 1      | 0      | 8      | 0      |
| 2006/07         | Central Coast Mariners | A-League        | 3          | 0          | 0     | 0     | 0        | 0        | 0      | 0      | 3      | 0      |
| 2007/08         | Central Coast Mariners | A-League        | 1          | 0          | 0     | 0     | 0        | 0        | 1      | 0      | 2      | 0      |
| 2008/09         | Central Coast Mariners | A-League        | 4          | 0          | 0     | 0     | 4        | 0        | 2      | 0      | 10     | 0      |
| 2009/10         | Central Coast Mariners | A-League        | 26         | 0          | 0     | 0     | 0        | 0        | 0      | 0      | 27     | 0      |
| 2010/11         | Wellington Phoenix     | A-League        | 16         | 1          | 0     | 0     | 0        | 0        | 1      | 0      | 17     | 1      |
| 2011/12         | Perth Glory            | A-League        | 27         | 0          | 0     | 0     | 0        | 0        | 4      | 0      | 31     | 0      |
| 2012/13         | Perth Glory            | A-League        | 27         | 0          | 0     | 0     | 0        | 0        | 1      | 0      | 28     | 0      |
| 2013/14         | Perth Glory            | A-League        | 21         | 0          | 0     | 0     | 0        | 0        | 0      | 0      | 21     | 0      |
| 2013/14         | → Vegalta Sendai       | J-League        | 0          | 0          | 2     | 0     | 0        | 0        | 0      | 0      | 2      | 0      |
| 2014/15         | Perth Glory            | A-League        | 26         | 0          | 0     | 0     | 0        | 0        | 0      | 0      | 26     | 0      |
| 2015/16         | Melbourne Victory      | A-League        | 23         | 0          | 0     | 0     | 3        | 0        | 0      | 0      | 26     | 0      |
| 2016/17         | Sydney FC              | A-League        | 26         | 0          | 0     | 0     | 0        | 0        | 2      | 0      | 28     | 0      |
| 2017/18         | KRC Genk               | Eerste Klasse   | 28         | 0          | 6     | 0     | 0        | 0        | 11     | 0      | 45     | 0      |
| 2018/19         | KRC Genk               | Eerste Klasse   | 28         | 0          | 2     | 0     | 12       | 0        | 9      | 0      | 51     | 0      |
| 2019/20         | KRC Genk               | Eerste Klasse   | 1          | 0          | 0     | 0     | 0        | 0        | 1      | 0      | 2      | 0      |
| 2020/21         | KRC Genk               | Eerste Klasse   | 24         | 0          | 0     | 0     | 0        | 0        | 0      | 0      | 24     | 0      |
| 2021/22         | N.E.C.                 | Eredivisie      | 0          | 0          | 4     | 0     | 0        | 0        | 0      | 0      | 4      | 0      |
| 2022/23         | Central Coast Mariners | A-League        | 26         | 0          | 0     | 0     | 0        | 0        | 3      | 0      | 29     | 0      |
| 2023/24         | Central Coast Mariners | A-League        | 20         | 0          | 0     | 0     | 7        | 0        | 0      | 0      | 27     | 0      |
| Carrière totaal | Carrière totaal        | Carrière totaal | 334        | 1          | 14    | 0     | 26       | 0        | 36     | 0      | 410    | 1      |

Bijgewerkt tot 4 maart 2024

## Interlandcarrière
Vukovic speelde in 2005 vier wedstrijden voor het elftal onder 20 van Australië. Als reservedoelman werd hij meerdere malen opgenomen in de selectie van het Australisch voetbalelftal, in 2006 werd hij voor de eerste keer opgeroepen voor de kwalificatiewedstrijd om het Aziatisch kampioenschap voetbal tegen Kuweit. Vukovic nam in juni 2017 met Australië als derde doelman deel aan de FIFA Confederations Cup in Rusland, waar in de groepsfase eenmaal werd verloren en tweemaal werd gelijkgespeeld. Op 27 maart 2018 kreeg hij voor de eerste keer minuten in het nationale elftal, Vukovic mocht na 45 minuten invallen in de oefeninterland tegen Colombia. Hij werd ook opgenomen in de selectie voor het Wereldkampioenschap voetbal 2018, zijn land geraakte echter niet voorbij de groepsfase.

### Lijst van interlands
| Interlands van Danny Vuković voor Australië | Interlands van Danny Vuković voor Australië | Interlands van Danny Vuković voor Australië | Interlands van Danny Vuković voor Australië | Interlands van Danny Vuković voor Australië | Interlands van Danny Vuković voor Australië |
| №                                           | Datum                                       | Wedstrijd                                   | Uitslag                                     | Competitie                                  | Goals                                       |
| Als speler van KRC Genk                     | Als speler van KRC Genk                     | Als speler van KRC Genk                     | Als speler van KRC Genk                     | Als speler van KRC Genk                     | Als speler van KRC Genk                     |
| ------------------------------------------- | ------------------------------------------- | ------------------------------------------- | ------------------------------------------- | ------------------------------------------- | ------------------------------------------- |
| 1.                                          | 27 maart 2018                               | Colombia – Australië                        | 0 – 0                                       | Vriendschappelijk                           | 0                                           |
| 2.                                          | 15 oktober 2018                             | Kuweit – Australië                          | 0 – 4                                       | Vriendschappelijk                           | 0                                           |
| 3.                                          | 20 november 2018                            | Australië - Libanon                         | 3 – 0                                       | Vriendschappelijk                           | 0                                           |
| 4.                                          | 7 juni 2021                                 | Taiwan - Australië                          | 1 – 5                                       | WK-kwalificatie                             | 0                                           |

## Palmares
| Competitie                      |                        |                        |                        |                        |
| Competitie                      | Aantal                 | Jaren                  |                        |                        |
| Central Coast Mariners          | Central Coast Mariners | Central Coast Mariners | Central Coast Mariners | Central Coast Mariners |
| ------------------------------- | ---------------------- | ---------------------- | ---------------------- | ---------------------- |
| Australisch kampioen            | 1x                     | 2007/08                |                        |                        |
| Sydney FC                       |                        |                        |                        |                        |
| Australisch kampioen            | 1x                     | 2016/17                |                        |                        |
| A-League keeper van het seizoen | 1x                     | 2017                   |                        |                        |
| KRC Genk                        |                        |                        |                        |                        |
| Belgisch kampioen               | 1x                     | 2018/19                |                        |                        |
| Belgische Supercup              | 1x                     | 2019                   |                        |                        |

| Individueel |    |         |
| Clean Sheet | 1x | 2018/19 |

## Trivia
In de FFA Cup finale van 2016 tussen het Sydney FC van Vukovic en Melbourne City FC werd een zeemeeuw op het veld door een bal geraakt. Vukovic vroeg aan de scheidsrechter om het spel even stil te leggen waarna hij de zeemeeuw opnam en hem van het veld af droeg. Enkele minuten later was het beestje weer kerngezond. De goede daad leverde hem echter geen overwinning op met zijn club, Melbourne City won de finale met 1-0 dankzij een doelpunt van Tim Cahill. Deze actie leverde hem wel wereldwijde bekendheid op.

## Privé
Zijn ouders zijn van Servische afkomst. Zijn zoon heeft een levertransplantatie ondergaan. Deze is zeer geliefd bij de supporters van KRC Genk, zo mocht hij al enkele keren na de match de fans vermaken. Op 21 maart 2021 besloot Vukovic zijn contract te verbreken na 4 jaar KRC Genk om zijn zwangere vrouw bij te staan in Australië die door de coronapandemie niet meer in België verbleef.
1 Ryan ·
2 Degenek ·
3 Meredith ·
4 Cahill ·
5 Milligan ·
6 Jurman ·
7 Leckie ·
8 Luongo ·
9 Jurić ·
10 Kruse ·
11 Nabbout ·
12 Jones ·
13 Mooy ·
14 Maclaren ·
15 Jedinak  ·
16 Behich ·
17 Arzani ·
18 Vukovic ·
19 Risdon ·
20 Sainsbury ·
21 Petratos ·
22 Irvine ·
23 Rogić ·
Coach: Van Marwijk
1 Ryan  ·
2 Degenek ·
3 Atkinson ·
4 Rowles ·
5 Karačić ·
6 Tilio ·
7 Leckie ·
8 Wright ·
9 Maclaren ·
10 Hrustić ·
11 Mabil ·
12 Redmayne ·
13 Mooy ·
14 McGree ·
15 Duke ·
16 Behich ·
17 Devlin ·
18 Vukovic ·
19 Souttar ·
20 Deng ·
21 Kuol ·
22 Irvine ·
23 Goodwin ·
24 King ·
25 Cummings ·
26 Baccus ·
Coach: Arnold